# Де-Калб (округ, Теннесси)
Округ Де-Калб (англ. DeKalb County) располагается в штате Теннесси, США. Официально образован в 1837 году. По состоянию на 2010 год, численность населения составляла 18 723 человека.

## География
По данным Бюро переписи США, общая площадь округа равняется 852,111 км2, из которых 789,951 км2 — суша, и 24,000 км2, или 7,420 % — это водоёмы.

## Население
По данным переписи населения 2000 года в округе проживает 17 423 жителя в составе 6984 домашних хозяйств и 4 986 семей. Плотность населения составляет 22,00 человека на км2. На территории округа насчитывается 8409 жилых строений, при плотности застройки около 11,00-ти строений на км2. Расовый состав населения: белые — 95,58 %, афроамериканцы — 1,43 %, коренные американцы (индейцы) — 0,28 %, азиаты — 0,14 %, гавайцы — 0,02 %, представители других рас — 1,62 %, представители двух или более рас — 0,94 %. Испаноязычные составляли 3,63 % населения независимо от расы.
В составе 30,10 % из общего числа домашних хозяйств проживают дети в возрасте до 18 лет, 56,10 % домашних хозяйств представляют собой супружеские пары, проживающие вместе, 11,10 % домашних хозяйств представляют собой одиноких женщин без супруга, 28,60 % домашних хозяйств не имеют отношения к семьям, 25,50 % домашних хозяйств состоят из одного человека, 10,70 % домашних хозяйств состоят из престарелых (65 лет и старше), проживающих в одиночестве. Средний размер домашнего хозяйства составляет 2,45 человека, и средний размер семьи 2,90 человека.
Возрастной состав округа: 23,30 % — моложе 18 лет, 8,50 % — от 18 до 24, 29,30 % — от 25 до 44, 24,60 % — от 45 до 64, и 24,60 % — от 65 и старше. Средний возраст жителя округа — 38 лет. На каждые 100 женщин приходится 97,70 мужчин. На каждые 100 женщин старше 18 лет приходится 94,90 мужчин.
Средний доход на домохозяйство в округе составлял 30 359 USD, на семью — 36 920 USD. Среднестатистический заработок мужчины был 29 483 USD против 20 953 USD для женщины. Доход на душу населения составлял 17 217 USD. Около 11,80 % семей и 17,00 % общего населения находились ниже черты бедности, в том числе — 20,00 % молодежи (тех, кому ещё не исполнилось 18 лет) и 20,10 % тех, кому было уже больше 65 лет.